# Lunda landskommun, Södermanland
För landskommunen med detta namn i Uppland, se Lunda landskommun, Uppland.
Lunda landskommun var en tidigare kommun i Södermanlands län. 

## Administrativ historik
Landskommunen inrättades i Lunda socken i Jönåkers härad i Södermanland när 1862 års kommunalförordningar trädde i kraft den 1 januari 1863 och upphörde vid kommunreformen 1952, då den gick upp i Jönåkers landskommun. Området tillhör sedan 1971 Nyköpings kommun.